# 尼山书院
尼山书院是为纪念孔子诞生而在尼山所建的书院，位于山东曲阜尼山孔庙以北。

## 历史
元朝至元二年（1336年），中书左丞王懋德奏请在尼山创建书院，获准。明朝永乐十五年（1417年），五十九代衍圣公孔彦缙重修，弘治七年（1494年）六十一代衍圣公孔弘绪又以修建孔庙的余资再次修建。现为全国重点文物保护单位。

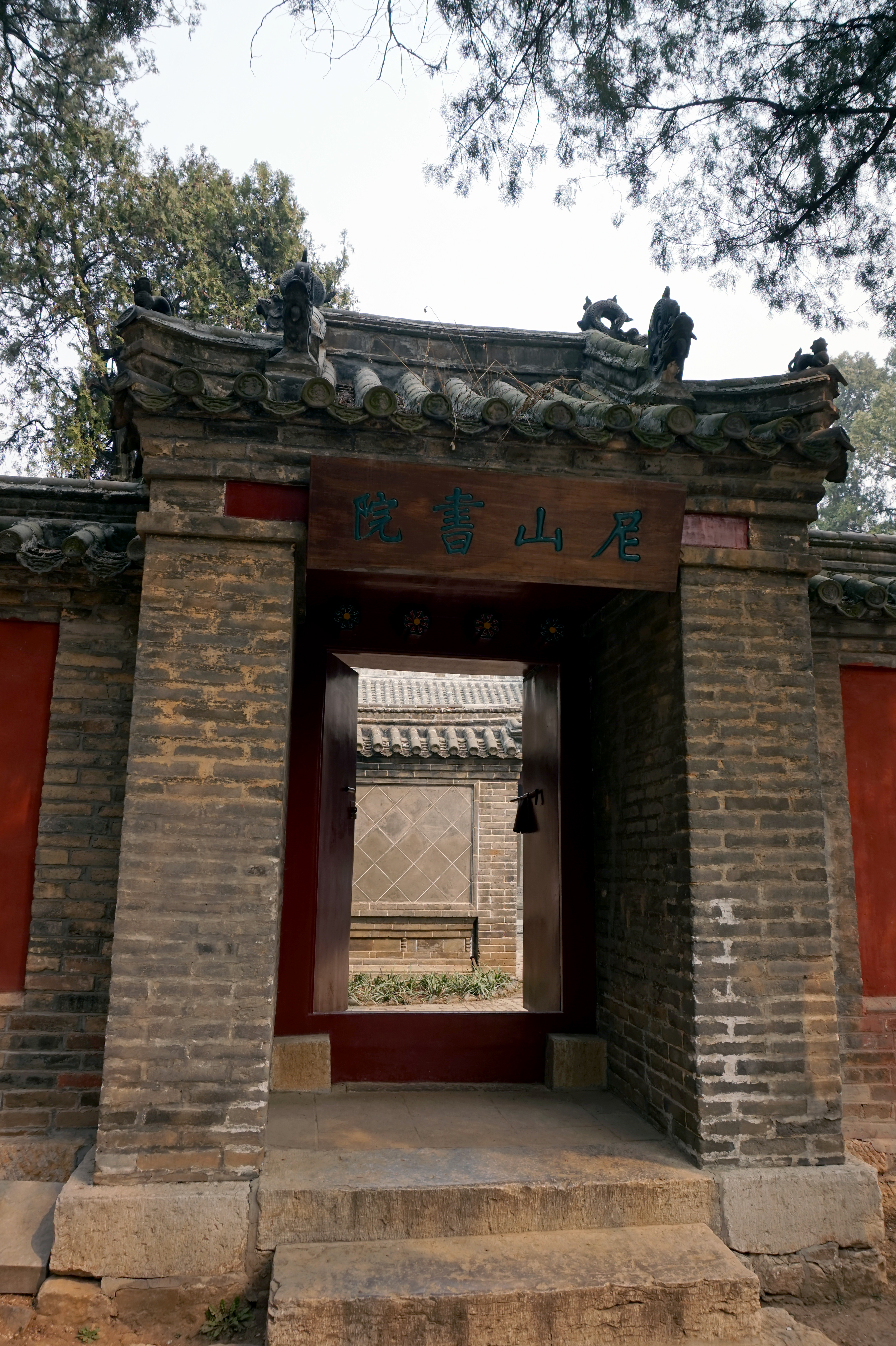